# انتخابات المجلس الوطني للجهات والأقاليم التونسية 2024
أُجريت انتخابات المجلس الوطني للجهات والأقاليم لعام 2024 يومي 28 و29 مارس في تونس من أجل انتخاب سابعة و سبعين عضو محلي للغرفة العليا في البرلمان التونسي. وكانت هذه أول انتخابات للمجلس الوطني للجهات والأقاليم منذ صدور دستور 2022 .  